# Feet Don't Fail Me Now (Foxes)
Feet Don't Fail Me Now è un singolo della cantante britannica Foxes, pubblicato il 21 agosto 2015 come secondo estratto dal secondo album in studio All I Need.
Questo pezzo fu pubblicato in collaborazione con H&M.

## Tracce
1. Feet Don't Fail Me Now – 3:23